# Gorgán
Gorgán o Gurgān (en persa: گرگان‎; mazandaraní Vergen) es la capital de la provincia de Golestán, Irán. Está aproximadamente a 400 kilómetros de Teherán. En 2005 tenía una población estimada de 241 177 habitantes. A unos 150 kilómetros al este de Gorgán está el parque nacional de Golestán. La ciudad tiene un aeropuerto regional y varias universidades. El Aeropuerto Internacional de Gorgán se inauguró en septiembre de 2005.

## Etimología
La ciudad fue llamada Hircania, Hyrcani o Hyrcana en la antigua Grecia, que significa "Tierra de los Lobos". A pesar de que la Gorgán moderna es sólo una ciudad y el condado (que comparten el mismo nombre), la antigua Hircania era el nombre de una región mayor en las costas meridionales del mar Caspio (que abarca la totalidad de la actual provincia de Golestán, así como algunas zonas orientales de la provincia de Mazandarán, y algunas partes del sur de la actual República de Turkmenistán). En los tiempos modernos y hasta 1937 la ciudad solía ser conocida como Astarabad.

## Geografía y clima

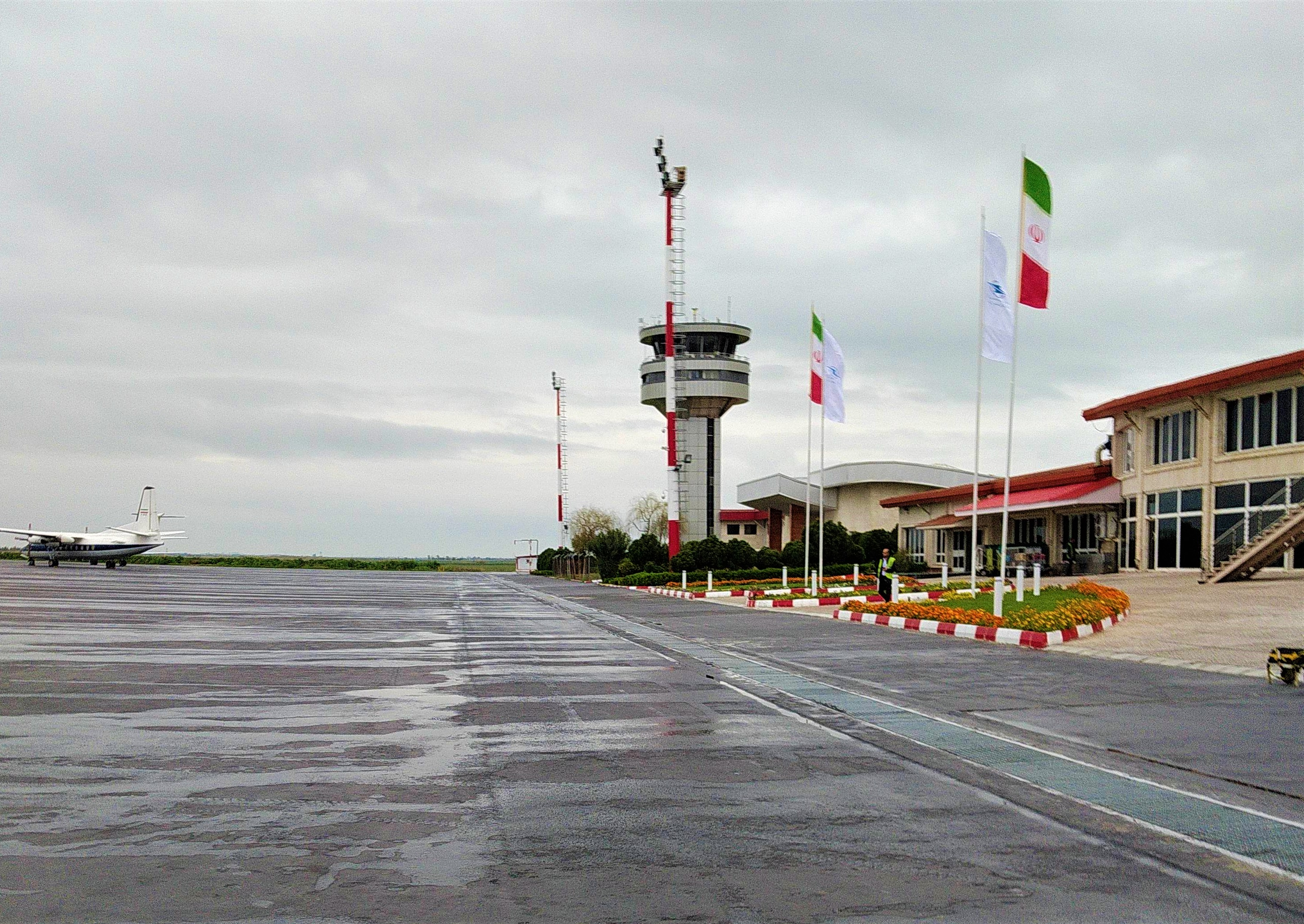
Aeropuerto de Gorgán en tiempo nublado.

La amplia Dasht-e Gorgán (llanuras de Gorgán) está situada al norte de la ciudad de Gorgán y está geográficamente delimitada por 37° 00'- 37° 30' de latitud norte y 54° 00'- 54° 30' de longitud este y cubre un área de unos 1700 kilómetros cuadrados.
En general, Golestán tiene un moderado clima húmedo y conocido como "el clima moderado Caspio". Los factores de este clima son: la cordillera Alborz, la dirección de la montaña, la altura de la zona, la vegetación de la superficie, los vientos locales y la altitud. Como resultado de los factores antes mencionados, tres tipos de climas existen en la región: moderada llanura, montaña, y semiáridas. El valle de Gorgán tiene un clima semiárido. La temperatura media anual es de 18,2 °C y la precipitación anual es 556 mm.

## Historia
El nombre "Hircania" es del griego antiguo y en registros de los persas recibía el nombre de Varkâna. En los tiempos de los sasánidas Gorgán aparecía con el nombre de una ciudad, capital de la provincia, y una provincia.
Hircania pasó a formar parte del Imperio persa durante el reinado de Ciro el Grande (559-530 a. C.) - el primer emperador de la primera dinastía del Imperio persa - o Cambises II (530-522 a. C.). Fue conquistada por los árabes en el siglo VIII y por mongoles en siglo XIII.

## Cultura

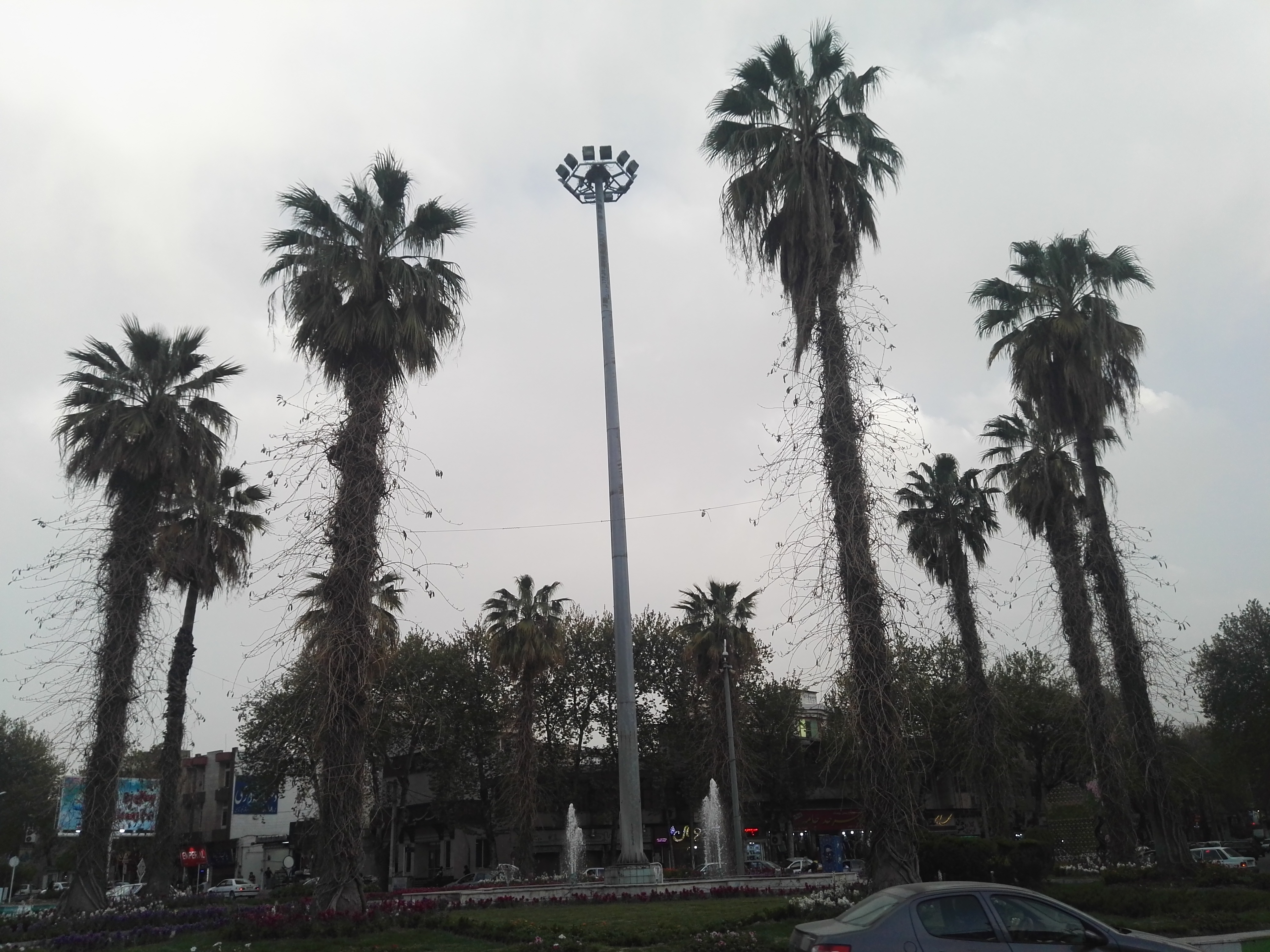
Cuadrado Sarkhajeh, Gorgan

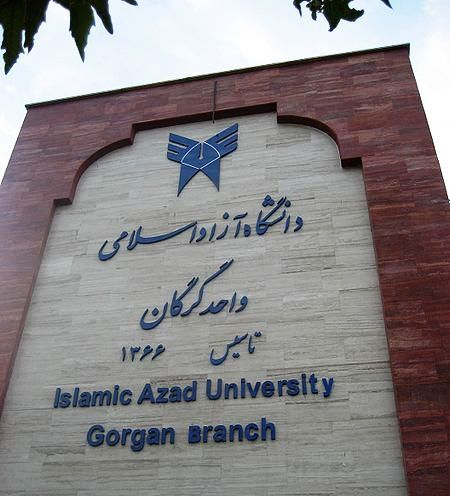
Universidad de Azad de Gorgán.

### Artesanía
Gorgán y, en general, la provincia de Golestán, es famosa por las alfombras, realizadas por turcomanos. Los patrones de estas alfombras se derivan de la antigua ciudad persa de Boxârâ (Bujará), que se encuentra ahora en la República de Asia central de Uzbekistán. Las alfombras de Jajim también son elaboradas en esta provincia.

## Personalidades de Gorgán

### Personalidades contemporáneas
- Mohammad Reza Lotfí, músico.
- Hojjatollah Shakiba, artista (pintor)
- Ramezan Ali Rashidi o Dr Ali Rashidi, (n. 1935) economista, Profesor de Universidad.
- Hossein Ali Heravi, (1918-1993), escritor.
- Mahmood Akhavan-Mahdavi, experto en Reparación y Corrección de manuscritos persas; Escritor y Investigador en Historia Contemporánea de Gorgán.
- Mohammad Mohammadi o doctor Mohammad Mohammadi Gorganí, activista de derechos humanos, Catedrático de la Universidad.
- Mohammad Hossein Kabir o Hossein Kabir, (n. 1957) Derechos Humanos, Políticos y Sociales activista, orador, periodista, Profesor de Instituto.
- Maryam Zandi, Fotógrafo.
- Ali Reza Sookhtehsaraey, campeón Mundial de Lucha Libre.
- Abdonnasser Mohaimeni, (n. 1957), periodista, traductor, Interpretor y profesor Inglés.
- Rahmatollah Rajaee, escritor, investigador y profesor de la cultura y la historia.
- Assadollah Maatoofi, (n. 1957) escritor, investigador y profesor de la cultura y la historia.
- Abolfazl Tirandaz, investigador y Jefe del Centro de Entrenamiento Técnico y Vocacional de Gorgán.
- Maryam Deyhim, pintora.

### Personalidades históricas
- Fajreddín Asaad Gorganí, o Fajroddín Gorganí, poeta y compositor del gran romance, Vis y Ramin.
- Gorganí, Zayn al-Din ibn Isma'il, médico real.
- Abu Saíd Gorganí, astrónomo y matemático.
- Rustam Gorganí, médico.
- Abd-al-Qaher Jorjani, gramático y teórico literario.
- Abu Solayk Gorganí, poeta.
- Fazlallah Astarabadi, fundador de Hurufism.
- Mirza Khan Astarabadi Mehdi, primer ministro del Rey Nadir Sha.

- Datos: Q188155
- Multimedia: Gorgan / Q188155